# Arao (Kumamoto)
Arao (荒尾市 Arao-shi?) es una ciudad situada en la prefectura de Kumamoto, en Japón. Tiene una población estimada, a fines de agosto de 2024, de 49 293 habitantes.
Está ubicada en la parte suroeste de la isla de Kyūshū.

## Demografía
Según los datos del censo japonés, la población de Arao ha disminuido en los últimos 30 años.
| Gráfica de evolución demográfica de Arao entre 1950 y 2024 |
|                                                            |
| Oficina de Estadísticas de Japón                           |